# فولغينسيو باتيستا

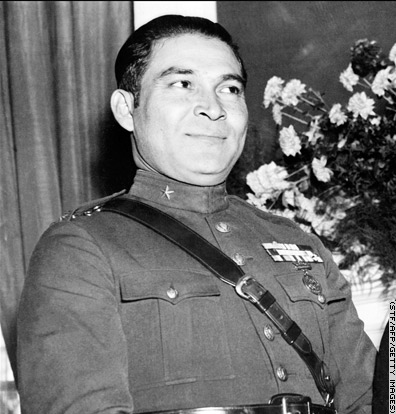

فولجنسيو باتيستا زالديفار (16 يناير 1901—6 أغسطس 1973) كان رئيس كوبا تميز بالنهج الدكتاتوري، وقاد الجيش بشكل صارم بدعم من الولايات المتحدة الأمريكية. خدم كقائد لكوبا من 1933 إلى 1944 و1952 إلى 1959، قبل أن يسقط نتيجة للثورة الكوبية.
ارتفع باتيستا إلى السلطة في البداية كجزء من «الثورة العرفاء» 1933 التي أطاحت الحكم الاستبدادي من جيراردو ماشادو. ثم عين نفسه القائد العام للقوات المسلحة برتبة عقيد.

## خدمته
عاش خادماً لأمريكا حيث كانت كوبا حين ذاك مملوكة لأمريكا حيث كان ما نسبته 75 % من أراضيها للحكومة وللولايات المتحدة الأمريكية وباقيها للسكان.

## المنفى
عاش منفيا بعد الإطاحة به من قبل الثوار الكوبيين في البرتغال ثم انتقل إلى إسبانيا حيث اغتيل فيها من طرف مسلحين.

## اغتياله
اُغتيل في 6 أغسطس 1973 في غوادالمينا[مبهم] الإسبانية إثر هجوم مسلح حيث أطلق أحدهم عليه الرصاص فتوفي على الفور وتتهم الحكومة الإسبانية نظام كاسترو باغتياله ولكن كوبا تنفي هذه التهمة.

## روابط خارجية
- فولغينسيو باتيستا على موقع الموسوعة البريطانية (الإنجليزية)
- فولغينسيو باتيستا على موقع مونزينجر (الألمانية)
- فولغينسيو باتيستا على موقع إن إن دي بي (الإنجليزية)